# Cuts
Cuts é uma comuna francesa na região administrativa de Altos da França, no departamento de Oise. Estende-se por uma área de 10,78 km². Em 2010 a comuna tinha 1 004 habitantes (densidade: 93,1 hab./km²).